# 馬文瑞 (琉球)
馬文瑞（1737年4月4日（乾隆二年七月初九）—1803年11月20日（嘉慶八年十月初九）），和名與那原親方良頭，琉球第二尚氏王朝政治家、三司官。出生於馬氏與那原殿內家族。
1796年，尚溫王繼位後，派尚恪（大宜見王子朝規）為謝恩正使、馬文瑞為副使，前往日本上江戶。翌年使命完成歸國。
嘉慶三年十月初七（1798年11月14日），馬文瑞被任命為三司官。嘉慶五年八月朔日，賜紫地浮織冠。嘉慶八年十月初九卒，壽六十歲。